# Syrphophilus bizonarius
Syrphophilus bizonarius ist eine Schlupfwespe aus der Unterfamilie der Diplazontinae. Die Erstbeschreibung geht auf Carl Gravenhorst als Bassus bizonarius im Jahr 1829 zurück. Das lateinische Art-Epitheton bizonarius bedeutet etwa „doppelt gegürtelt“ und deutet auf die Hinterleibsfärbung der Männchen hin.

## Merkmale
Die Schlupfwespen sind etwa 5 mm lang. Thorax und Hinterleib sind überwiegend schwarz gefärbt. Am Vorderrand des Pronotums befindet sich links und rechts ein gelber kurzer Längsfleck. Weiterhin befinden sich an den Flügelansätzen gelbe Flecke. Beide Geschlechter besitzen einen gelben Scutellarfleck. Das zweite und dritte Tergit der Männchen sind jeweils am Hinterrand rotgelb gefärbt. Bei den Weibchen ist die apikale Hälfte des zweiten Tergits sowie fast das komplette dritte Tergit rotgelb gefärbt. Etwa auf Höhe des vorderen Drittels des dritten Tergits befindet sich eine aus zwei Flecken bestehende unvollständige dunkle Querbinde. Das Männchen besitzt einen relativ breiten gelben Augeninnenrand, der oben bis auf die Höhe der Fühlereinlenkungen sowie unten bis unterhalb der Facettenaugen reicht. Weiterhin befindet sich beim Männchen ein gelber runder Fleck mittig unterhalb der Fühlereinlenkungen. Die ventrale Seite von Scapus und Pedicellus, der Clypeus, die Mandibeln sowie die Palpen sind beim Männchen gelb gefärbt. Beim Weibchen ist der Kopfbereich unterhalb der Fühlereinlenkungen schwarz. Am Augeninnenrand oberhalb der Fühlereinlenkungen ist ein kurzer gelber Längsfleck. Clypeus, Mandibeln und Palpen sind bei den Weibchen gelb. Die Fühler weisen 19–20 Geißelglieder auf. Die Coxae sind basal schwarz und apikal gelb. Die Trochanteren sowie das basale Ende der Femora sind gelb. Die restlichen Beine sind überwiegend rotgelb gefärbt. Die Femora sind basal ventral verdunkelt. Die hinteren Tibien sind basal und apikal verdunkelt. Die vorderen und mittleren Tarsen sind leicht verdunkelt, die hinteren sind vollständig schwarz. Die Flügel weisen eine charakteristische Aderung auf. Das braune Pterostigma ist mittelbreit mit einem gelben basalen Fleck. Ein Areolet (kleine geschlossene Flügelzelle) ist nicht vorhanden.

## Verbreitung
Syrphophilus bizonarius ist in der Holarktis und Orientalis verbreitet. In Europa ist die Art weit verbreitet. Das Vorkommen reicht von Fennoskandinavien und England bis in den Mittelmeerraum.

## Lebensweise
Syrphophilus bizonarius ist ein koinobionter Endoparasitoid von Schwebfliegenlarven. Die weibliche Schlupfwespe sticht ein Ei in die Wirtslarve. Die Schlupfwespenlarve entwickelt sich in ihrem Wirt und tötet diesen, nachdem sich dieser verpuppt hat. Aus dem Wirtspuparium schlüpft schließlich die fertige Schlupfwespe. Bekannte Wirtsarten sind die Gewöhnliche Langbauchschwebfliege, die Hainschwebfliege, die Gemeine Feldschwebfliege, Eupeodes luniger und die Kleine Schwebfliege. Die Schlupfwespen beobachtet man von Anfang April bis Ende September.

## Bilder

### Männchen

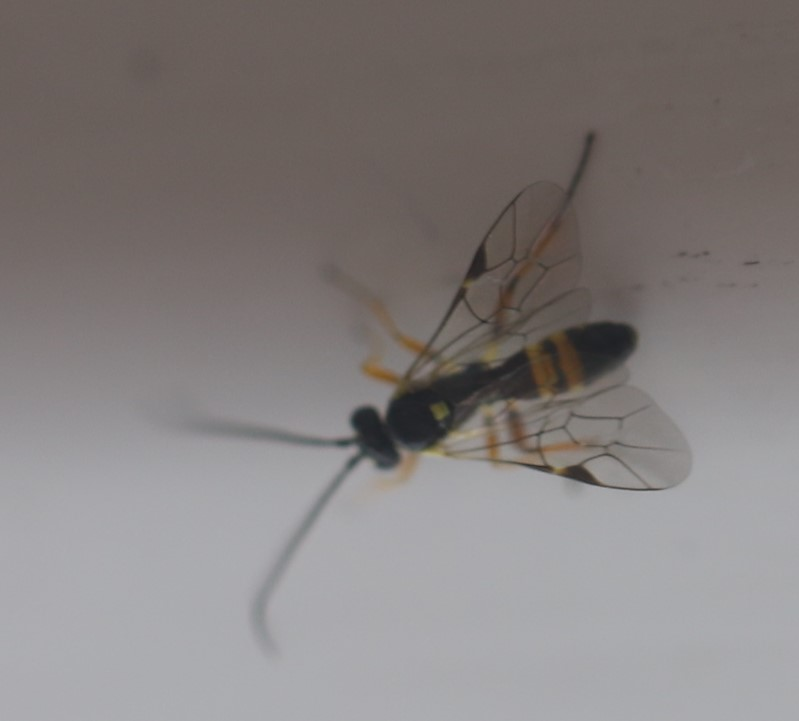
Dorsalansicht, die Vorderflügeladerung erkennbar
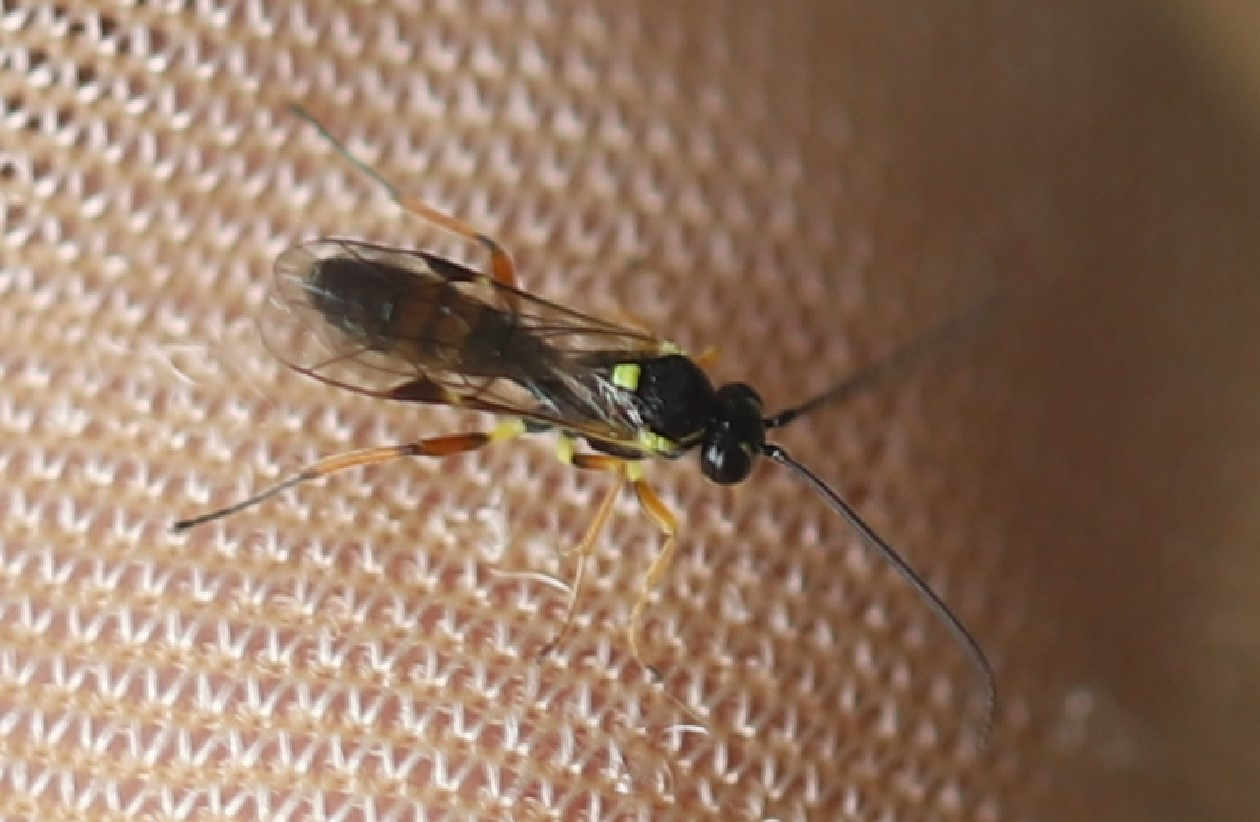
Dorsalansicht
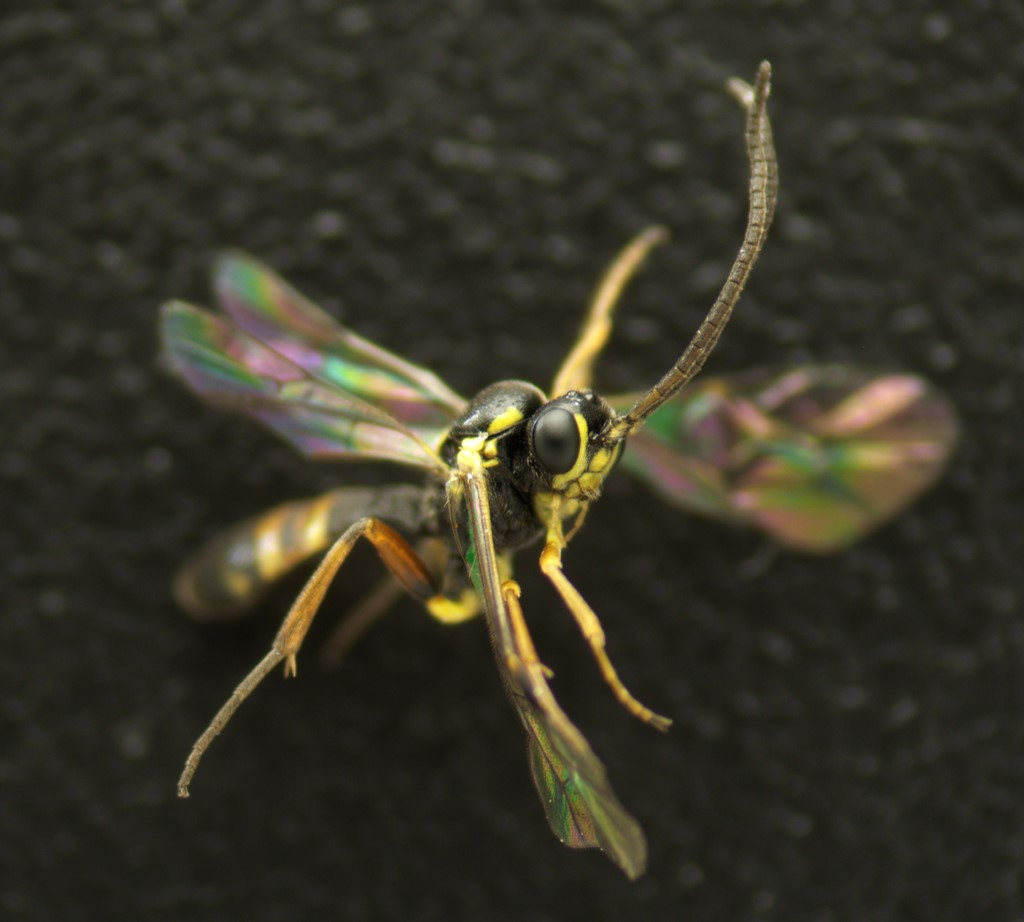
Gesichtsansicht

### Weibchen

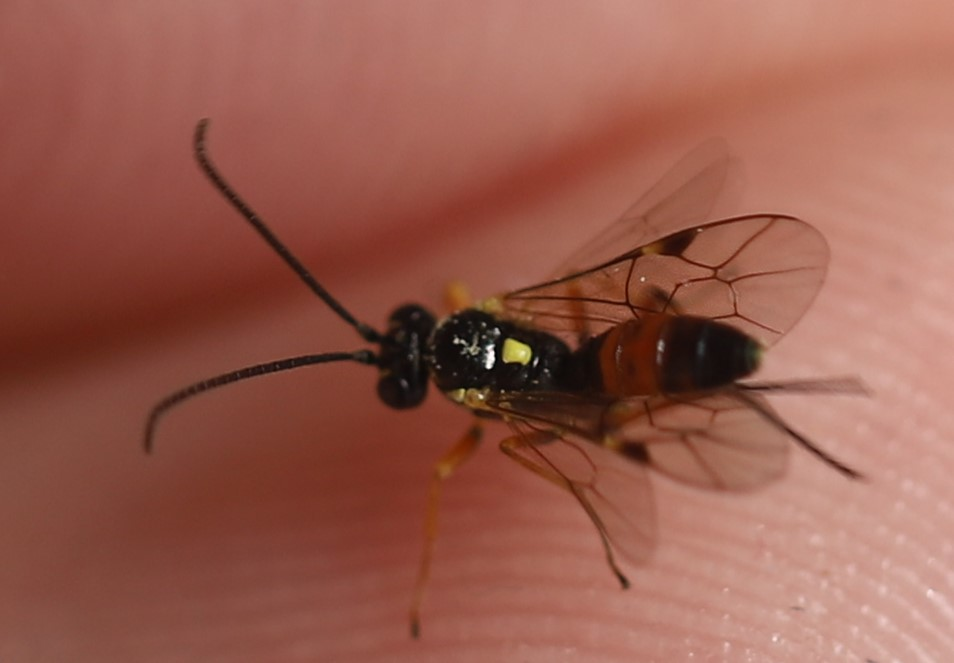
Dorsalansicht, die Vorderflügeladerung erkennbar
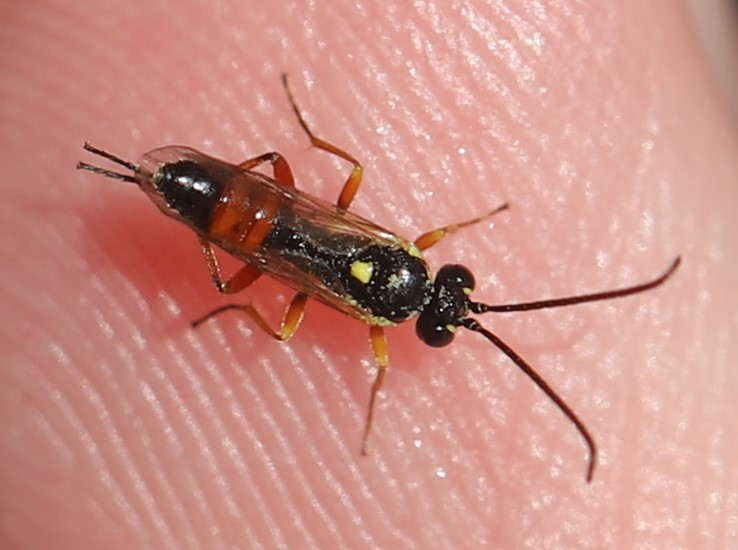
Dorsalansicht
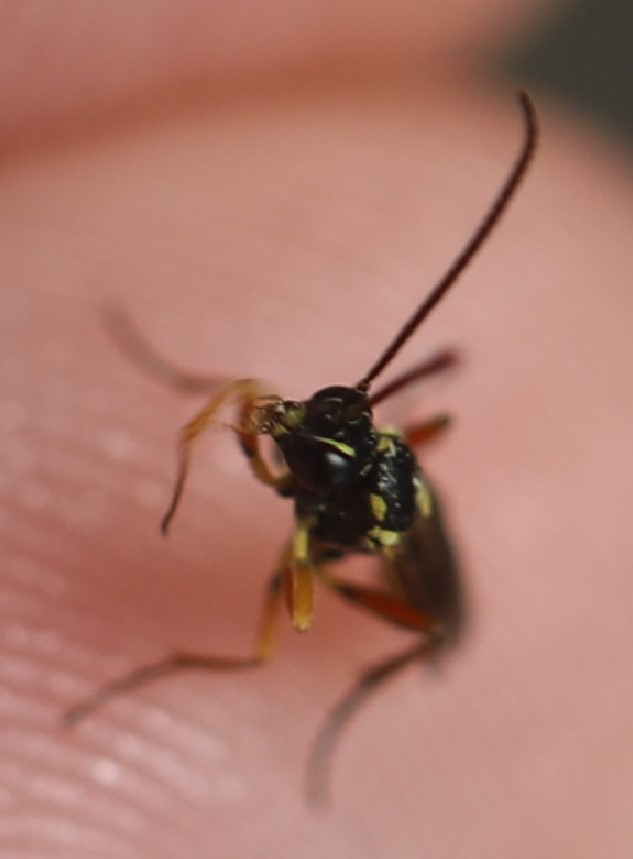
Gesichtsansicht